# Cserháthaláp, Nógrád
Cserháthaláp  este un sat în districtul Balassagyarmat, județul Nógrád, Ungaria, având o populație de 377 de locuitori (2011). 

## Demografie
Componența etnică a satului Cserháthaláp
     Maghiari (95,14%)
     Romi (4,86%)
Componența confesională a satului Cserháthaláp
     Romano-catolici (76,92%)
     Fără religie (2,65%)
     Reformați (1,33%)
     Luterani (1,06%)
     Necunoscută (18,04%)
Conform recensământului din 2011, satul Cserháthaláp avea 377 de locuitori. Din punct de vedere etnic, majoritatea locuitorilor (95,14%) erau maghiari, cu o minoritate de romi (4,86%).  Din punct de vedere confesional, majoritatea locuitorilor (76,92%) erau romano-catolici, existând și minorități de persoane fără religie (2,65%), reformați (1,33%) și luterani (1,06%). Pentru 18,04% din locuitori nu este cunoscută apartenența confesională.